# Marienstraße 6 (Stralsund)

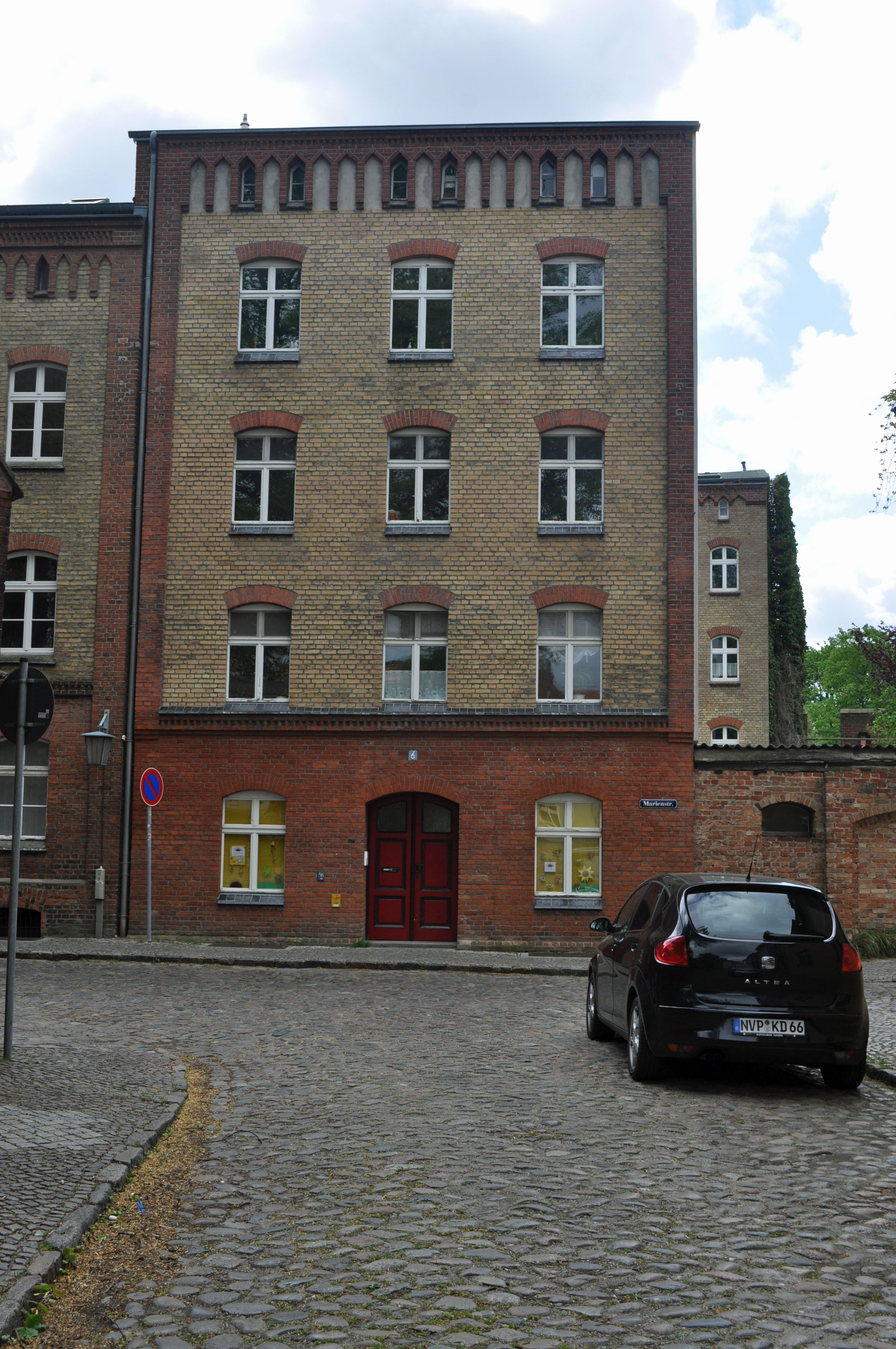
Das Haus Marienstraße 6 in Stralsund (2012)

Das Gebäude mit der postalischen Adresse Marienstraße 6 ist ein denkmalgeschütztes Bauwerk in der Marienstraße in Stralsund.
Der Backsteinbau wurde in den Jahren 1865 bis 1866 nach Entwürfen von Ernst von Haselberg errichtet. Das tiefe Grundstück zwischen Marienstraße und Frankenwall wurde mit einem viergeschossigen, vierachsigen Vorderhaus und einem ebenfalls viergeschossigen, fünfachsigen Hinterhaus bebaut.
Die Fassade beider Gebäude ist mit gelbem und rotem Backstein gestaltet. Mit dem roten Backstein sind das Erdgeschoss, Ecklisene und der Fries unter der Traufe abgesetzt. Das Hinterhaus besitzt zudem einen Mittelrisalit und weist eine andere Friesform auf.
Das Haus liegt im Kerngebiet des von der UNESCO als Weltkulturerbe anerkannten Stadtgebietes des Kulturgutes „Historische Altstädte Stralsund und Wismar“. In die Liste der Baudenkmale in Stralsund ist es mit der Nummer 507 eingetragen.